# Europipe II
Europipe II är en rörledning för naturgas mellan produktionsanläggningen Kårstø i Norge i Dornum i Tyskland, som togs i drift 1999.
Rörledningen går på land 13 kilometer till Vestre Bokn och därifrån 642 kilometer i Nordsjön genom norska, danska och tyska ekonomiska zoner. På tysk sida går den 15 kilometer på land. I Tyskland kommer ledningen i land  mellan Dornum och Nesse i Niedersachsen. Gasen levereras till Netragasledningen (Norddeutsche Erdgas Transversale), som är lagd till Salzwedel i östra Tyskland.
Europipe II har en diameter på 1,1 meter och en kapacitet på omkring 24 miljarder kubikmeter naturgas per år. Gasen levereras från Equinors olje- och gasfält Åsgard, Sleipner, Gullfaks och Statfjord. Rörledningen sköts av Gassco.
I Nordsjön utanför Jylland är Europipe II sedan 2022 ansluten till Baltic Pipe, som leder till den polska kusten öster om Świnoujście.